# Avricourt, Meurthe-et-Moselle
Avricourt là một xã trong vùng Grand Est, thuộc tỉnh Meurthe-et-Moselle, quận Lunéville, tổng Blâmont. Tọa độ địa lý của xã là 48° 38' vĩ độ bắc, 06° 48' kinh độ đông. Avricourt có điểm thấp nhất là 277 mét và điểm cao nhất là 336 mét. Xã có diện tích 2,25 km², dân số vào thời điểm 2004 là 444 người;mật độ dân số là 201,8 người/km². Avricourt nằm 8 km phía tây-bắc của Blâmont.

## Thông tin nhân khẩu
| 1962 | 1968 | 1975 | 1982 | 1990 | 1999 |
| ---- | ---- | ---- | ---- | ---- | ---- |
| 573  | 565  | 531  | 543  | 524  | 442  |